# Alexander Högman

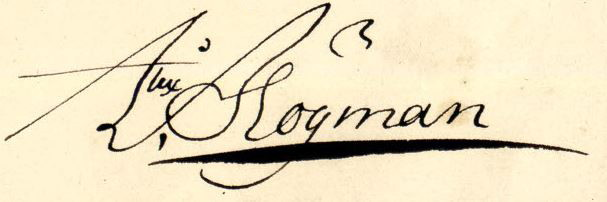
Namnteckningen 1756.

Alexander Högman, född cirka 1721, död 30 september 1802 i Jakobs församling, Stockholm, var en murmästare verksam i Stockholm. 

## Biografi

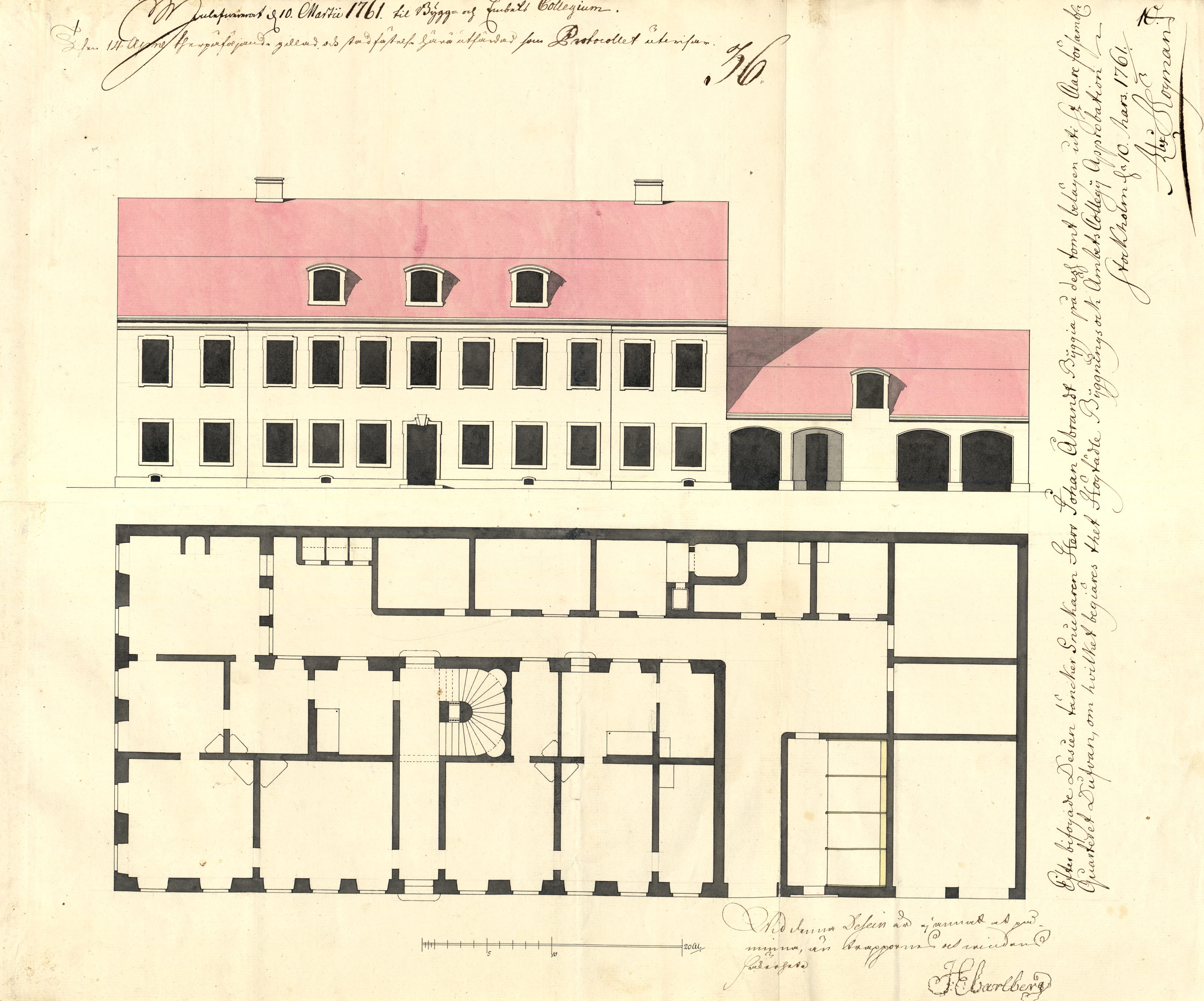
Nybyggnad i kvarteret Duvan, 1761.

Alexander Högman den äldre fick sin utbildning till murargesäll hos åldermannen Johan Christopher Körner  mellan 1743 och 1745 och utskrevs tidigare än brukligt på grund av flit och skicklighet. Efter åtta år som murargesäll ansökte han 1753 om att bli mästare. Hans mästarstycke bedömdes som  “wäl och berömmeligen utarbetat”. Han blev bisittare och ålderman och uppsade burskapet 1795.
Högman var gift med murmästare Martin Wollbergs (Wåhlberg) änka. Deras son, Alexander Högman den yngre, blev också murmästare men avled före fadern 1794. Far och son Högman ritade och uppförde över 130 nybyggnader mellan 1753 och 1793. Med ett hundratal anställda tillhörde deras firma till Stockholms största arbetsgivare inom byggbranschen. Högman d.ä. var även orgelbyggarlärling hos Olof Hedlund.
Alexander Högman avled 30 september 1802 i Jakobs församling, Stockholm.

## Verk i urval
- Ryningska palatset
- Stockholms äldre byggnadsritningar: Alexander Högman.